# Meråkerbanen
Meråkerbanen er en jernbanestrækning i Norge, som går fra Trondheim, gennem Meråker kommune og over grænsen til Storlien i Sverige. Den 102 km lange bane blev taget i brug i 1881. Banen trafikeres af Mittnabotåget, som kører tog hele vejen til Östersund. Banen har også en del godstrafik.

## Historie
Etableringen af banen hang sammen med et svensk ønske om en sammenhængende trafikforbindelse fra Sundsvall til Verdal, med rutebåde på Storsjön fra 1840. Trondheim blev en del af planerne i 1869. I 1871 blev der inviteret til aktietegning i projektet, og sagen blev fremlagt for Stortinget. Stortinget vedtog anlæggelsen af banen 5. juni 1873. Banen blev åbnet for almindelig drift 17. oktober 1881, mens den officielle indvielse fandt sted 22. juli 1882.
Siden 6. januar 2008 definerer Jernbaneverket, nu Bane Nor, strækningen fra Trondheim til Hell som en del af Nordlandsbanen, mens Meråkerbanen opfattes som strækningen fra Hell til Storlien.
I 2006 blev Meråkerbanen forbedret for 26,5 millioner kroner og i 2007 for 30 millioner kroner for at overtage meget af den vejbaserede godstrafik mellem Trøndelag og Jämtland. Akseltrykket blev forhøjet fra 20,5 ton til 22,5 ton, der er norsk standard. Samtidig forhøjedes hastigheden for godstog fra 50 til 80 km/t. Det meste af godstrafikken er tømmertransport, først og fremmest til Norske Skog i Skogn. Den 4,4 km lange Gevingåsen tunnel på den oprindelige Meråkerbanen åbnede i august 2011 og forkortede banen med 1.627 meter.
Det er vedtaget at elektrificere banen med byggestart i 2017 og færdiggørelse i juli 2022.